# 船底座V341
船底座V341，又名CP-58 1028，HD 65750、SAO 235638、HR 3126，是船底座的一颗恒星，视星等为6.25，位于銀經272.25，銀緯-15.24，其B1900.0坐标为赤經7h 54m 58.2s，赤緯-58° -15.24′ 22″。